# Hebert Hoyos
Hebert Hoyos (29 april 1956) is een voormalig Boliviaans voetballer, die speelde als doelman. Hij beëindigde zijn actieve loopbaan in 1989 bij de Boliviaanse club Club Destroyers.

## Clubcarrière
Hoyos begon zijn professionele loopbaan in 1979 bij Oriente Petrolero en kwam daarnaast uit voor de Boliviaanse clubs Guabirá en Club Destroyers. Hij won in totaal eenmaal de Boliviaanse landstitel.

## Interlandcarrière
Hoyos speelde in totaal 15 interlands voor Bolivia in de periode 1979-1985. Onder leiding van bondscoach Ramiro Blacutt maakte hij zijn debuut op 2 augustus 1979 in de vriendschappelijke uitwedstrijd tegen Paraguay (2-0). Zijn naaste concurrenten bij de nationale ploeg waren Luis Galarza en Eduardo Terrazas.
| Interlands van Hebert Hoyos voor Bolivia | Interlands van Hebert Hoyos voor Bolivia | Interlands van Hebert Hoyos voor Bolivia | Interlands van Hebert Hoyos voor Bolivia | Interlands van Hebert Hoyos voor Bolivia | Interlands van Hebert Hoyos voor Bolivia |
| №                                        | Datum                                    | Wedstrijd                                | Uitslag                                  | Competitie                               | Goals                                    |
| ---------------------------------------- | ---------------------------------------- | ---------------------------------------- | ---------------------------------------- | ---------------------------------------- | ---------------------------------------- |
| 1                                        | 02.08.1979                               | Paraguay – Bolivia                       | 2–0                                      | Copa Paz del Chaco                       |                                          |
| 2                                        | 08.08.1979                               | Argentinië – Bolivia                     | 3–0                                      | Copa América                             |                                          |
| 3                                        | 26.08.1980                               | Bolivia – Paraguay                       | 1–1                                      | Copa Paz del Chaco                       |                                          |
| 4                                        | 28.08.1980                               | Bolivia – Paraguay                       | 1–3                                      | Oefeninterland                           |                                          |
| 5                                        | 15.09.1980                               | Paraguay – Bolivia                       | 2–1                                      | Oefeninterland                           |                                          |
| 6                                        | 18.09.1980                               | Paraguay – Bolivia                       | 2–1                                      | Copa Paz del Chaco                       |                                          |
| 7                                        | 09.11.1980                               | Bolivia – Uruguay                        | 1–3                                      | Oefeninterland                           |                                          |
| 8                                        | 30.11.1980                               | Bolivia – Finland                        | 3–0                                      | Oefeninterland                           |                                          |
| 9                                        | 04.12.1980                               | Bolivia – Finland                        | 2–2                                      | Oefeninterland                           |                                          |
| 10                                       | 11.12.1980                               | Uruguay – Bolivia                        | 5–0                                      | Oefeninterland                           |                                          |
| 11                                       | 24.08.1983                               | Chili – Bolivia                          | 4–2                                      | Oefeninterland                           |                                          |
| 12                                       | 06.02.1985                               | Bolivia – Uruguay                        | 0–1                                      | Oefeninterland                           |                                          |
| 13                                       | 17.02.1985                               | Peru – Bolivia                           | 3–0                                      | Oefeninterland                           |                                          |
| 14                                       | 21.02.1985                               | Ecuador – Bolivia                        | 3–0                                      | Oefeninterland                           |                                          |
| 15                                       | 24.02.1985                               | Venezuela – Bolivia                      | 5–0                                      | Oefeninterland                           |                                          |

## Erelijst
Oriente Petrolero
- Liga de Fútbol

1979